# Schimmelbladroller
De schimmelbladroller (Phtheochroa rugosana) is een vlinder uit de familie bladrollers, de Tortricidae.
De spanwijdte van de vlinder bedraagt tussen de 18 en 23 millimeter. De vlinder heeft een opvallend vlekkerig uiterlijk, dat overdag als camouflage als vogelpoepje dienstdoet.

## Waardplanten
De schimmelbladroller gebruikt heggenrank als waardplant, mogelijk ook springkomkommer. De jonge rups leeft eerst in samengesponnen bloemen of bij onvolgroeide bessen. In latere stadia leeft hij in een tegen een stengel gesponnen blad en eet van de stengel. De volgroeide rups overwintert in een gesponnen cocon in de grond, en verpopt daar later.

## Voorkomen in Nederland en België
De schimmelbladroller is in Nederland en in België een zeldzame soort. De soort kent één generatie, die vliegt van eind april tot halverwege juli.